# Matej Kavas
Matej Kavas (nacido el 27 de julio de 1996 en Ljubljana, Eslovenia) es un jugador de baloncesto esloveno  que mide 2,03 metros y actualmente juega de alero en el Força Lleida Club Esportiu de la Liga LEB Oro.

## Trayectoria
Matej Kavas comenzó a despuntar en su país natal, hecho que llamó la atención de las principales universidades norteamericanas y de la selección nacional. En su etapa Junior fue nombrado MVP de la liga y se convirtió en un jugador habitual en las categorías inferiores del combinado esloveno.
En 2015 se enroló en la Universidad de Seattle, con el que debutó en la temporada 2015/2016 con Seattle Redhawks en la que el rookie terminó la campaña como el tercer máximo anotador del equipo con 11.6 puntos por partido, además de 2.9 rebotes y un porcentaje de acierto en triples del 40%, lo cual le sirvió para coronarse como el novato del año en su Conferencia, la Western Athletic Conference (WAC). 
En su segunda temporada con Seattle Redhawks, Matej Kavas logró 15.2 puntos, 5,1 rebotes y 1.2 asistencias por partido, siendo el jugador que más triples anotó (2.8) y con mejor porcentaje de acierto (47.4%).
En su tercera temporada en las filas del equipo de Seattle promedió 10.3 puntos y 4.6 rebotes de media con un porcentaje de acierto desde la larga distancia del 46%, a pesar de que una dolencia en la tibia le mantuvo alejado de las canchas durante seis semanas.
En 2019, Kavas firmó por los Nebraska Cornhuskers entrenado por Fred Hoiberg, exjugador y exentrenador de la NBA, con el que lograría unos registros de 8.3 puntos por partido y un acierto cercano al 50%. Una lesión en la mano izquierda, puso fin a su temporada 2019-20 de forma prematura, y a su etapa universitaria, que se saldó con 1096 tantos anotados, incluyendo 200 triples y un porcentaje del 43.1%.
El 7 de agosto de 2020, llega a España para jugar en las filas del CB Ciudad de Valladolid de la Liga LEB Oro, durante una temporada.
El 18 de octubre de 2021, firma por el Força Lleida Club Esportiu de la Liga LEB Oro de España.

## Internacional
Matej Kavas sería un habitual de las selecciones inferiores de Eslovenia, llegando a participar en el Europeo Sub-16 (Lituania 2012 y con unas medias de 13,7 puntos, 7,1 rebotes y 0,8 asistencias) y Sub-18 (Bulgaria 2014 y firmando 13,4 tantos, 5,2 rebotes y 1,4 asistencias).